# St. Sigmund im Sellrain

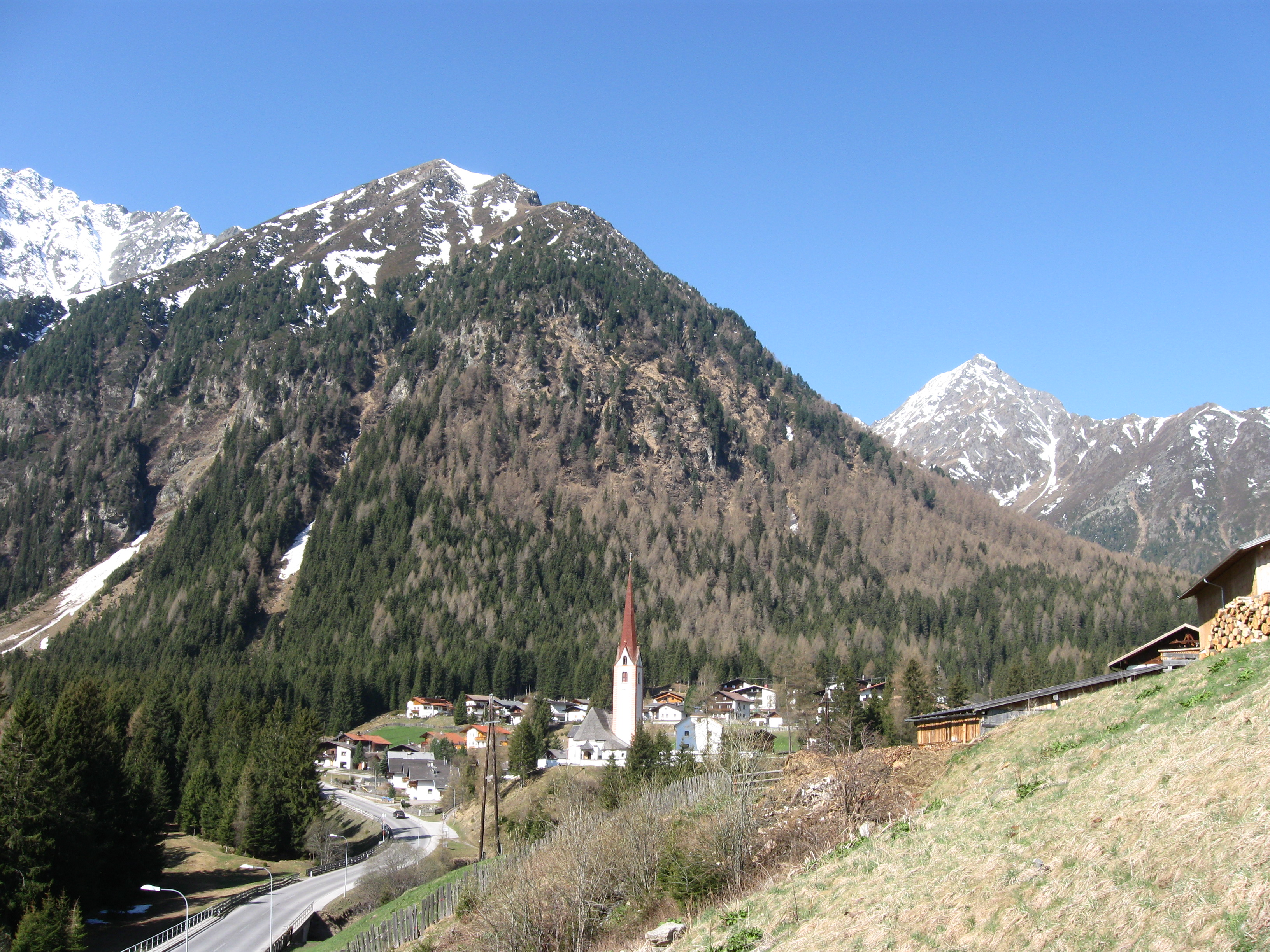
Vista de la localidad

St. Sigmund im Sellrain es una localidad del distrito de Innsbruck, en el estado de Tirol, Austria. Tiene una población estimada, a principios del año 2021, de 179 habitantes.
Está ubicada en el centro del estado, cerca de la ciudad de Innsbruck —la capital del estado—, del río Eno —un afluente derecho del Danubio— y de la frontera con Alemania, al norte, y con Italia, al sur.